# Tom Collins
Tom Collins és el nom d'un còctel, una variació del Gin Sour.

## Ingredients
- Ginebra
- Suc de llimona
- Almívar o sucre
- Aigua carbonatada (soda)
- Glaçons

## Preparació
Agitar la ginebra conjuntament amb el suc de llimona, l'almívar o sucre i el gel. Ficar això a un vas Collins, un vas amb tub alt i omplir de soda. Es pot adornar amb una rodanxa de llimona o de taronja, o una cirera marrasquina. Els adorns varien segons la regió.

## Còctels derivats
S'han fet nous còctels a partir d'aquest canviant la ginebra per un altre ingredient:
- Brandy Collins (Brandy)
- Jack Collins (Jack Daniel's)
- John Collins (Whisky bourbon)
- Mike Collins (Whisky irlandès)
- Pedro Collins (Ron) també Rum Collins
- Sandy (o Jock) Collins (Whisky escocès)
- Edgar Collins (Cocuy)
- Vodka o Comrade Collins (Vodka)